# Aeroport de Biggin Hill
L'aeroport de London Biggin Hill (codi IATA: BQH, codi OACI: EGKB) és un aeroport d'aviació general operatiu a Biggin Hill al districte de Bromley, situat a 12 NM (22 km; 14 mi) al sud-sud-est del Centre de Londres. L'aeroport era antigament una estació de la Royal Air Force RAF Biggin Hill, i un petit enclavament a l'aeroport encara conserva aquesta designació.

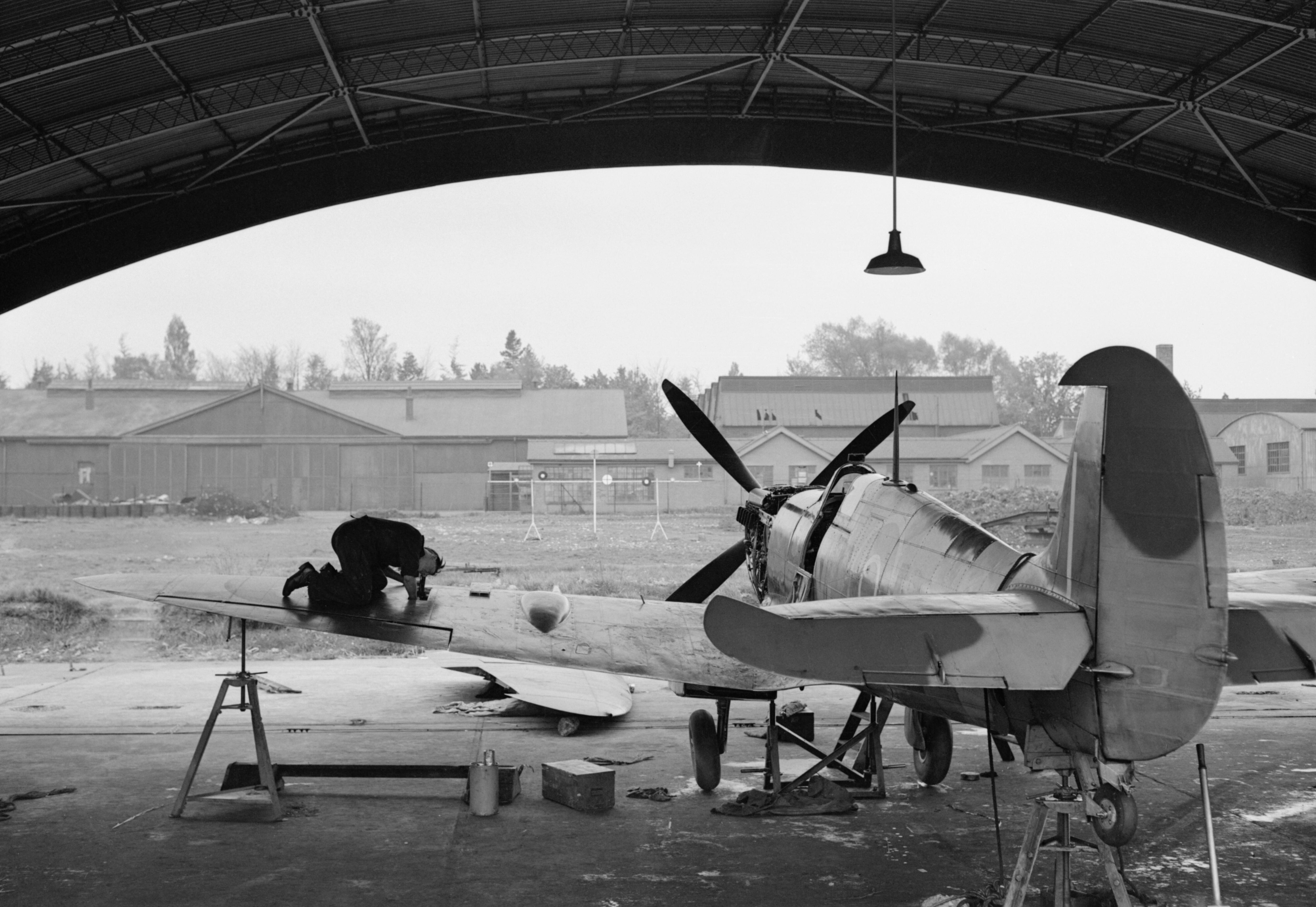
An armourer adjusting machine guns on a Spitfire at Biggin Hill during the Second World War

Biggin Hill és més conegut pel seu paper durant la batalla d'Anglaterra a la Segona Guerra Mundial, quan va servir com una de les principals bases de caces per protegint Londres, el sud i Anglaterra oriental de l'atac dels bombarders de la Luftwaffe alemanya. Durant la guerra, els caces basats a Biggin Hill van destruir 1.400 avions enemics, amb el cost de la vida de 453 tripulants amb base a Biggin Hill.
L'aeroport té una llicència ordinàriaCAA (Número P804) que permet vols per al transport públic de passatgers o per a instrucció de vol segons l'autorització del titular de la llicència (Regional Airports Limited). Està especialitzat en aviació general, gestionant un espectre de trànsit des de l'aviació privada fins a grans Avió de negociss. Actualment no té cap servei d'aerolínia programat, ja que els vols que utilitzen l'aeroport no poden transportar passatgers que paguin el transport.

## A la cultura popular
Una de les pistes apareix a la contraportada de l'àlbum de Pink Floyd de 1969 Ummagumma.
- L'aeroport s'utilitza a la pel·lícula El codi Da Vinci (2006).[6]
- L'aeroport es va utilitzar en el rodatge de la sèrie de televisió britànica de 2005 Space Cadets.[7]